# Min favorit ting
|  | Denne artikel er oprettet af botten PalnaBot ud fra en ekstern database. Den kan derfor have sproglige fejl eller mangler. Denne skabelon kan fjernes efter kontrol af indholdet. |

Min favorit ting er en film instrueret af Jon Micke.

## Handling
Er det postindustrielle menneske blevet et viljeløst depot for markedsføringens hurtige slogans og massive indsats for at skabe den totale forbruger? Besidder mennesket stadig en kerne af integritet? "Min favorit ting" giver svar ved at lade 19 personer fortælle om objekter, der har betydning for dem.